# Weidenthal (Németország)
Weidenhal település Németországban, Rajna-vidék-Pfalz tartományban. Lakosainak száma 1634 fő (2023. december 31.).

## Népesség
A település népességének változása:
| Lakosok száma | 2335 | 1746 | 1726 | 1671 | 1667 | 1634 |
|               | 1975 | 2017 | 2019 | 2021 | 2022 | 2023 |